# オープン標準
オープン標準（オープンひょうじゅん、公開標準、英: Open standard）は、使用に当たっての各種権利を伴って公然と利用可能な標準である。
「オープン(open)」および「標準(standard)」という用語には様々な意味がある。「オープン」は使用料が徴収されない技術という意味に限定されることもある。「標準」は、全ての利害関係者が参加可能な委員会で合意を形成することで承認された技術という意味に限定されることもある。
「オープン標準」は定義によっては、特許権保有者がその標準の実装者やユーザーに「妥当かつ非差別的」なロイヤリティ料金や他のライセンス条項（いわゆるRANDライセンス）を課すことを許す。例えば、ITU、ISO、IEC といった国際的に認知されている主要な標準化団体が策定する標準では、実装に当たって特許料を徴収することを許している。しかし、欧州連合やデンマーク政府の定義によれば、無料で利用できるものをオープン標準としている。ライセンス料を徴収するなら、自由ソフトウェアやオープンソースソフトウェアでオープン標準を実装できないということにもなり、特許権を保有しない者にとっては差別的であるとの議論もある。しかし「オープン標準」の多くの定義では、料金を徴収しないことを前提とする場合が多い。
「オープン標準」は「オープンソース」と組み合わせて語られることが多い。完全な自由 and/or オープンソースの実装が存在できない・しない標準はオープン標準とは言えないという考え方もある。
フォーマットを指定するオープン標準をオープンフォーマットと呼ぶこともある。
単に標準と呼ばれる仕様の多くは、所有権者がいて、その仕様の所有権者である組織から与えられる制限された契約条件下でのみ利用可能である。そのような仕様は「オープン」とは見なされない。

## オープン標準に関する個々の定義

### ITU-T による定義
ITU-T は国際電気通信連合（国際連合の専門組織）の配下にある標準化団体である。ITU-T の Telecommunication Standardization Bureau による知的所有権に関するアドホックなグループが 2005年3月、以下の定義をした
ITU-T はオープン標準開発について長い歴史を持つ。しかし、近年他のソースが「オープン標準」という用語を様々に定義しようとしている。混乱を避けるため、ITU-T は今後「オープン標準」という用語を以下の定義に従って使用することを明示する:
「オープン標準」とは、一般に利用可能とされた標準であり、意見集約を行う過程を経て策定・保守されるものである。「オープン標準」は様々な製品やサービスの間での相互運用やデータ交換を可能とし、広く採用されることを意図している。
「オープン標準」の要素としては以下のものがあるが、必ずしもこれだけに限定されるわけではない:
- 共同策定過程 - 全ての利害関係者に開かれた開発過程を経て策定される。
- 適度なバランス - 特定の利害関係者が独占することのない過程とする。
- 適切な過程 - 各利害関係者のコメントを考慮し反映する。
- 知的所有権 - オープン標準に含まれる技術の知的所有権は保持される。これは、その実装が無料であるか否かを問わない。権利保有者と実装者の間の交渉に関しては、標準化団体は関知しない。
- 品質と詳細さのレベル - 相互運用可能な製品やサービスの競合する実装の開発を許すのに十分なレベルである。標準インタフェースは公表されている場合もあるし、その標準化団体以外の組織によって制御される場合もある。
- 公に利用可能 - 正当な対価を支払うことで実装や利用が容易にできる。標準に関する文書は標準化団体が許可した場合にのみ第三者が参照可能である。
- サポート継続 - ある程度の長期間にわたって保守・サポートされる。

### 欧州連合による定義
欧州連合は "European Interoperability Framework for pan-European eGovernment Services" (Version 1.0, 2004) において、以下の定義を採用した。

USE OF OPEN STANDARDS
pan-European eGovernment services における相互運用性を達成するため、ガイダンスではオープン標準に注目する必要がある。以下は、仕様とその付随文書がオープン標準と見なされるために持たねばならない最小限の特徴である:
- オープン標準は非営利団体が策定し保守しているものであり、その策定過程は基本的に全ての利害関係者に開かれたものである。
- オープン標準は公にされており、その仕様文書は無料か最低限の課金で入手可能である。そのコピーや配布も無料または最低限の課金で許可されなければならない。
- 知的財産権、すなわち特許などがそのオープン標準に含まれるとしても、ロイヤリティフリーで利用可能である点に影響しない（後からロイヤリティを徴収できない）。
- その標準の再利用には制限が課せられない。

### デンマーク政府による定義
デンマーク政府は2004年の文書 "Definitions of Open Standards" にてオープン標準を定義し、その定義は pan-European software development projects で採用された。その中には以下のような文章がある。
- オープン標準には誰でも無料でアクセス可能である（すなわち、ユーザーが区別あるいは差別されることはなく、その標準を利用する条件として何らかの支払いを求められたりしない）。
- オープン標準は常に無料でアクセス可能である（すなわち、権利保有者がいたとしても、後からその標準の利用条件を変更できない）。
- オープン標準は無料でアクセス可能であり、その文書は完全に詳細化されている（すなわち、標準はあらゆる観点で透過的で文書化されており、それら文書へのアクセスも利用も無料である）。

### ブルース・ペレンズによる定義
「オープン標準」の定義としては、ブルース・ペレンズによる定義が最もよく引用される。彼の定義はオープン標準が満たすべき原則をリストアップしたものである。
1. 入手可能性: オープン標準は誰でも読んで実装することが可能である。
2. エンドユーザーの選択肢の最大化: オープン標準は、その標準を実装した製品やサービスによる正当な競争市場を形成する。顧客を特定のベンダーやグループに囲い込むことがない。
3. 無料: オープン標準は誰でも無料で実装できる。ただし、標準への準拠を標準化団体が認証する場合は料金が発生する可能性がある。
4. 非差別性: オープン標準とその策定に関わった組織は、特定の実装を標準への適合の度合い以外の理由で差別しない。認証団体は無料または低価格で認証を受ける手段を提供しなければならない。ただし、有料での認証と区別することはある。
5. 拡張とサブセット: オープン標準の実装は拡張された形態とサブセットの形態がありうる。ただし、認証団体はサブセットの実装を認証しない場合もあるし、拡張について条件を設定する場合もある。
6. 略奪的習慣への対応: オープン標準に独自の拡張を施すことで、その拡張を含めたものを新たなデファクトスタンダードとし、拡張部分をオープンでなくすることでオープン標準を無効化する戦略が考えられる（3E戦略）。このため、オープン標準にはそのような行為を禁じるライセンス条項が付与されることがある。すなわち、オープン標準への独自の拡張もオープンでなければならないとする条項である。

## オープン標準の具体例

### システム
- TCP/IPプロトコルによるインターネット
- World Wide Web アーキテクチャ（原案はCERNに当時在籍していたティム・バーナーズ＝リーとロバート・カイリューが開発。W3C）[3]
- GSM 携帯電話の通信方式（3GPP）
- イーサネット（パロアルト研究所とIEEE）
- グローバル・ポジショニング・システム[注釈 1]（アメリカ国防総省）
- ActivityPub (分散型SNSのプロトコル)

### ハードウェア
- ISA - IBM による PC 用プラグイン基板の仕様。後にIEEEによって標準化
- PCI - インテルによる PC 用プラグイン基板の仕様
- AGP - インテルによる PC 用プラグイン基板の仕様

### ソフトウェア
- HTML/XHTML （WHATWGならびにW3C）
- IP （IETF、RFC 791）
- TCP （IETF、RFC 793）
- PDF/X （アドビによる文書フォーマット、後にISOが ISO 15930-1:2001 として承認 ）
- OpenDocument （OASISによるオフィス文書フォーマット、後にISOが ISO/IEC 26300 として承認）

## 特許
2002年と2003年、特許を取得した技術についての「妥当かつ非差別的」ライセンス (RAND) をウェブ標準に利用することについて、議論が高まった。ブルース・ペレンズらは、特許というものが使用料を支払わせることでその技術の実装を許可するものであり、それによって利用を制限するものであると主張した。ユーザー当たり小額の使用料を支払うという条件は、フリー/オープンソースの場合には克服できない問題となる。GNU General Public License 第3版では、特許権保有者がオープンソースのユーザーを特許権を盾にして攻撃した場合の罰則規定が盛り込まれている（Section 10.ならびにSection 11.）。
この議論の1つの結果として、多くの政府（デンマーク政府やEU）は「オープン標準」はロイヤリティを徴収しないライセンスであることを条件として明示している。一部の標準化団体（W3Cなど）は標準化プロセスを変更し、基本的にロイヤリティフリーなライセンスだけを認めるようにした。
ソフトウェアやアルゴリズムの特許はアメリカでは認められているが、ヨーロッパでは認められていない（詳しくはソフトウェア特許参照）。The European Patent Convention Article 52 paragraph (2)(c) は明確にアルゴリズム、ビジネス手法、ソフトウェアの特許を禁じている。アメリカでは1989年から認められており、どちらの方針が良いかという議論は年々盛んになっている。